# Młodzieżowa Hokejowa Liga
Młodzieżowa Hokejowa Liga (ros. Молодёжная Хоккейная Лига - transkr. pol. Mołodiożnaja Chokkiejnaja Liga) – pierwszy poziom ligowy juniorskich rozgrywek hokeja na lodzie w Rosji.

## Historia
Rozgrywki MHL zostały założone 26 marca 2009 roku przez 20 klubów z rozgrywek KHL, spółkę akcyjną KHL i Federację Hokeja Rosji (FHR).
Niższą klasę rozgrywkową stanowiła Młodzieżowa Hokejowa Liga B (MHL-B) (2011-2016), a od 2016 Narodowa Młodzieżowa Hokejowa Liga (NMHL).
Jako marketingową nazwę ligi przyjęto Chevrolet Mistrzostwa Młodzieżowej Hokejowej Ligi (ros. Chevrolet Чемпионат Молодежной хоккейной лиги).
Prezesem rozgrywek był Dmitrij Jefimow. W czerwcu 2015 dyrektorem zarządzającym Niekommierczieskoje Partnierstwo Mołodiożnaja Chokkiejnaja Liga, skupiającego juniorskie rozgrywki MHL i MHL-B, został wybrany Aleksiej Morozow.

## Drużyny i gracze
W lidze uczestniczą zawodnicy w wieku od 17 do 21 lat. W lidze w większości występują młodzieżowe drużyny działające pod egidą klubów Kontynentalnej Hokejowej Ligi. W nielicznych przypadkach drużynami nadrzędnymi są kluby występujące w rosyjskiej drugiej klasie rozgrywkowej, Wyższej Hokejowej Lidze oraz w ekstralidze białoruskiej. Sporadycznie drużyna może nie mieć powiązania z żadnym klubem seniorskim.

## Formuła
Wzorem KHL liga jest podzielona wedle położenia geograficznego na dwie konferencje (Wschód i Zachód), zaś każda z nich na dwie dywizje (łącznie jest ich cztery). Zastosowano tu ścisłe odniesienie do położenia regionalnego - w przypadku konferencji Wschód dywizje stworzono w myśl umiejscowienia na mapie krain: Powołże i Syberia.
Zwycięzca rozgrywek otrzymuje Puchar Charłamowa (na cześć wybitnego rosyjskiego hokeisty Walerija Charłamowa).
W ramach rozgrywek rozgrywany jest mecz gwiazd (Challenge Cup). Ponadto organizowany jest wspólny mecz MHL i MHL-B o Puchar Przyszłości, w których uczestniczą gracze poniżej 18 roku życia.
Mottem rozgrywek wybrano hasło „Liga Silnych”.

## Triumfatorzy
| Sezon     | Złoty medal                | Srebrny medal                     | Brązowy medal                     | Sezon regularny              |
| --------- | -------------------------- | --------------------------------- | --------------------------------- | ---------------------------- |
| 2009/2010 | Stalnyje Lisy Magnitogorsk | Kuznieckie Miedwiedi Nowokuźnieck | Tołpar Ufa                        | Stalnyje Lisy Magnitogorsk   |
| 2010/2011 | Krasnaja Armija Moskwa     | Stalnyje Lisy Magnitogorsk        | Tołpar Ufa                        | Tołpar Ufa                   |
| 2011/2012 | Omskie Jastrieby           | Krasnaja Armija Moskwa            | Stalnyje Lisy Magnitogorsk        | Omskie Jastrieby             |
| 2012/2013 | Omskie Jastrieby           | MHK Spartak Moskwa                | Mamonty Jugry Chanty-Mansyjsk     | Omskie Jastrieby             |
| 2013/2014 | MHK Spartak Moskwa         | Krasnaja Armija Moskwa            | Bars Kazań                        | Łoko Jarosław                |
| 2014/2015 | Czajka Niżny Nowogród      | SKA-1946 Sankt Petersburg         | Biełyje Miedwiedi Czelabińsk      | Biełyje Miedwiedi Czelabińsk |
| 2015/2016 | Łoko Jarosław              | Czajka Niżny Nowogród             | Dinamo Sankt Petersburg           | Omskie Jastrieby             |
| 2016/2017 | Krasnaja Armija Moskwa     | Rieaktor Niżniekamsk              | Kuznieckie Miedwiedi Nowokuźnieck | Rieaktor Niżniekamsk         |
| 2017/2018 | Łoko Jarosław              | SKA-1946 Sankt Petersburg         | Biełyje Miedwiedi Czelabińsk      | Łoko Jarosław                |
| 2018/2019 | Łoko Jarosław              | Awto Jekaterynburg                | SKA-1946 Sankt Petersburg         | SKA-1946 Sankt Petersburg    |
| 2019/2020 | SKA-1946 Sankt Petersburg  | Łoko Jarosław                     | Tołpar Ufa                        | SKA-1946 Sankt Petersburg    |
| 2020/2021 | MHK Dinamo Moskwa          | Łoko Jarosław                     | Irbis Kazań                       | MHK Dinamo Moskwa            |
| 2021/2022 | SKA-1946 Sankt Petersburg  | Krasnaja Armija Moskwa            | Irbis Kazań                       | Krasnaja Armija Moskwa       |
| 2022/2023 | Czajka Niżny Nowogród      | Omskie Jastrieby                  | Łoko Jarosław                     | Łoko Jarosław                |
| 2023/2024 | SKA-1946 Sankt Petersburg  | Łoko Jarosław                     | Biełyje Miedwiedi Czelabińsk      | Łoko Jarosław                |
| 2024/2025 | MHK Spartak Moskwa         | SKA-1946 Sankt Petersburg         | Omskie Jastrieby                  | MHK Spartak Moskwa           |

Edycja MHL 2019/2020 nie została dokończona z powodu pandemii COVID-19. W lipcu 2020 Federacja Hokeja Rosji ogłosiła ustaloną kolejność drużyn w sezonie, uwzględniając miejsca zajęte w sezonie regularnym oraz wyniki pierwszego etapu fazy play-off.

## Superpuchar MHL
30 kwietnia 2016 w Uczałach zorganizowano mecz o Superpuchar MHL, w którym zmierzył się mistrz MHL (Łoko Jarosław) i triumfator MHL-B (Gorniak Uczały). Zwyciężyła drużyna Łoko 5:1.